# Centaurea koeieana
Centaurea koeieana — вид квіткових рослин айстрових (Asteraceae). Ареал: пн.-сх. Ірак, зх. Іран.

## Морфологічна характеристика
Багаторічна рослина 25–70 см заввишки, звичайно зеленувата всюди, зі стрижневим коренем середнього розміру; комірець черешкових залишків присутній біля основи стебла. Стебло прямовисне, часто розгалужене від середини до верхньої частини, іноді утворює майже кулясті кущі, приблизно 4 мм у діаметрі біля основи, рідко вкриті павутиноподібними волосками. Прикореневі та нижні стеблові листки черешкові, до 30 см завдовжки, перистороздільні, в обрисі ланцетні або ланцетно-видовжені; іноді кінцеві сегменти великі і трикутні; бічних сегментів 3–10 пар, вузько трикутних, вузько видовжено-ланцетних або ланцетно-лінійних, з сегментами зубчастими або лопатевими. Серединні стеблові листки сидячі, ланцетні або ланцетоподібно-видовжені, 1,5–2,0 × 10–12 см, нерозділені, неправильно-зубчасті або цілокраї, від основи поступово звужені. Верхні стеблові листки поступово редуковані, сидячі, вузьколанцетні або ланцетно-лінійні, 1–4 мм завдовжки, цілокраї, загострені або коротко загострені на верхівці. Квіткові голови численні, розташовані у вигляді нещільного щитка. Обгортки вузькояйцеподібні, до верху звужені, 5–8 × 15–18 мм. Філярії в кількох рядах, блідо-зелені та гладкі, майже голі або нещільно вкриті волосками. Квітки жовті; центральні квітки двостатеві, до 20 мм завдовжки; периферійні квітки безплідні, не променисті, 4-лопатеві. Сім'янки ланцетні, 5–6 мм завдовжки. Папус багаторядний, білуватий, довжиною 5–6 мм.

## Середовище
Зростає на кам'янистих схилах і в середньогір'ї.